# به سمت زمین
به سمت زمین (به انگلیسی: Down to Earth) نام ترانه‌ای از آلبوم «دنیای من» اثر خوانندهٔ نوجوان کانادایی، جاستین بیبر، است. این ترانه در جدول ۱۰۰ اثر برتر بیلبورد رتبهٔ ۷۹ و در ۱۰۰ اثر برتر کانادا رتبهٔ ۶۱ را بدست آورد.